# 1352 Wawel
1352 Wawel è un asteroide della fascia principale del diametro medio di circa 20,8 km. Scoperto nel 1935, presenta un'orbita caratterizzata da un semiasse maggiore pari a 2,7774484 UA e da un'eccentricità di 0,0644530, inclinata di 3,75749° rispetto all'eclittica.
Il nome fa riferimento al castello di Wawel, storica residenza dei sovrani polacchi.